# Konklawe 1523
Konklawe 1 października – 19 listopada 1523 – konklawe, które po śmierci Hadriana VI zakończyło się wyborem Klemensa VII.

## Śmierć Hadriana VI
Hadrian VI, ostatni papież spoza Włoch przed Janem Pawłem II, zmarł 14 września 1523 roku. Papież ten nie cieszył się sympatią Rzymian z uwagi na swoje germańskie, „barbarzyńskie” pochodzenie. W owym czasie reformacja była już znaczącym ruchem w Niemczech. Hadrian VI, jako były inkwizytor, domagał się potraktowania Lutra jak zwykłego heretyka, zarazem jednak rozumiał potrzebę pilnych i radykalnych zmian w samym Kościele katolickim, ze szczególnym uwzględnieniem Kurii Rzymskiej. W ciągu roku swojego pontyfikatu odchudził kurię papieską, uporządkował finanse papiestwa, które jego poprzednik pozostawił w fatalnym stanie, przede wszystkim zaś sam świecił dobrym przykładem, prowadząc skromny i surowy tryb życia, kontrastujący z przepychem, jakim otaczali się jego poprzednicy i wielu kardynałów czy biskupów. W Rzymie papież był jednak bardzo niepopularny, gdyż miasto odnosiło wymierne korzyści z rozrzutnej polityki Leona X. Jego pontyfikat Włosi pogardliwie określali jako „flamandzkie interregnum”, a jego lekarza okrzyknęli po jego śmierci „zbawcą ojczyzny”, mimo że nie ma żadnych dowodów na rzekome otrucie.

## Lista uczestników
W konklawe wzięło udział 39 z 45 żyjących kardynałów:
- Bernardino Lopez de Carvajal; Kardynał S. Croce[3] (nominacja kardynalska 20 września 1493) – kardynał biskup Ostia e Velletri; komendatariusz kościoła prezbiterialnego S. Croce in Gerusalemme; dziekan Świętego Kolegium Kardynałów; biskup Plasencii
- Francesco Soderini; Kardynał z Volterry[3] (31 maja 1503) – kardynał biskup Palestriny; subdziekan Świętego Kolegium Kardynałów; biskup Vicenzy
- Niccolò Fieschi (31 maja 1503) – kardynał biskup Sabiny; administrator diecezji Agde i Tulon
- Alessandro Farnese (20 września 1493) – kardynał biskup Tusculum; archiprezbiter bazyliki laterańskiej; biskup Parmy i Saint-Pons de Thomiers
- Antonio Maria Ciocchi del Monte; Kardynał z Pawii[3] (10 marca 1511) – kardynał biskup Albano; administrator diecezji Novary
- François Guillaume de Clermont; Kardynał z Clermont[3] (29 listopada 1503) – kardynał prezbiter S. Stefano al Monte Celio; protoprezbiter Świętego Kolegium Kardynałów; legat apostolski w Awinionie; arcybiskup Auch; biskup Valence et Die; ambasador Francji przy Stolicy Apostolskiej
- Pietro Accolti; Kardynał z Ankony[3] (10 marca 1511) – kardynał prezbiter S. Eusebio; prefekt Trybunału Sygnatury Łaski; protektor Szkocji
- Achille Grassi; Kardynał z Bolonii[3] (10 marca 1511) – kardynał prezbiter S. Maria in Trastevere; biskup Pomezanii; administrator diecezji Bolonii; protektor Polski
- Lorenzo Pucci; Kardynał Ss. Quattro[3] (23 września 1513) – kardynał prezbiter Ss. IV Coronati; penitencjariusz większy; prefekt Sygnatury Brewe Apostolskich; administrator diecezji Melfi; protektor Danii i Portugalii
- Giulio de’ Medici (23 września 1513) – kardynał prezbiter S. Lorenzo in Damaso; wicekanclerz Świętego Kościoła Rzymskiego; arcybiskup Florencji i Narbonne; protektor Anglii, Francji, Węgier, Monferrato i Zakonu Krzyżackiego; komendatariusz opactw terytorialnych Tre Fontane i Saint-Victor de Marseille; legat apostolski w Bolonii i Toskanii; władca Florencji
- Giovanni Piccolomini; Kardynał ze Sieny[3] (1 lipca 1517) – kardynał prezbiter S. Balbina; arcybiskup Sieny; administrator diecezji Aquila
- Giovanni Domenico de Cupis; Kardynał z Trani[3] (1 lipca 1517) – kardynał prezbiter S. Giovanni a Porta Latina; administrator diecezji Trani; kamerling Świętego Kolegium Kardynałów
- Andrea della Valle; Kardynał z Mileto[3] (1 lipca 1517) – kardynał prezbiter S. Prisca; archiprezbiter bazyliki liberiańskiej; biskup Mileto i Crotone; administrator diecezji Gallipoli
- Bonifacio Ferrero; Kardynał z Ivrei[3] (1 lipca 1517) – kardynał prezbiter Ss. Nereo ed Achilleo
- Giovanni Battista Pallavicino; Kardynał z Cavaillon[3] (1 lipca 1517) – kardynał prezbiter S. Apollinare; biskup Cavaillon; komendatariusz opactwa terytorialnego Chiusa di S. Michele
- Scaramuccia Trivulzio; Kardynał z Como[3] (1 lipca 1517) – kardynał prezbiter S. Ciriaco e Ss. Quirico e Giulitta; administrator diecezji Piacenzy
- Pompeo Colonna (1 lipca 1517) – kardynał prezbiter Ss. XII Apostoli; administrator diecezji Potenzy i Katanii
- Domenico Giacobazzi' (1 lipca 1517) – kardynał prezbiter S. Clemente; komendatariusz kościoła prezbiterialnego S. Lorenzo in Pansiperna
- Louis de Bourbon de Vendôme; Kardynał de Bourbon[3](1 lipca 1517) – kardynał prezbiter S. Silvestro in Capite; biskup Laonu; administrator diecezji Le Mans
- Lorenzo Campeggio; Kardynał z Feltre[3] (1 lipca 1517) – kardynał prezbiter S. Anastasia; prefekt Trybunału Sygnatury Sprawiedliwości; protektor Rzeszy Niemieckiej; gubernator Parmy
- Ferdinando Ponzetti; Kardynał z Molfetty[3] (1 lipca 1517) – kardynał prezbiter S. Pancrazio; biskup Grosseto
- Silvio Passerini; Kardynał z Cortony[3] (1 lipca 1517) – kardynał prezbiter S. Lorenzo in Lucina; biskup Cortony; legat apostolski w Umbrii
- Francesco Armellini Pantalassi de’ Medici; Kardynał Armellini[3] (1 lipca 1517) – kardynał prezbiter S. Callisto; kamerling Świętego Kościoła Rzymskiego; legat apostolski w Marchii Ankońskiej
- Egidio di Viterbo OESA; Kardynał z Viterbo[3] (1 lipca 1517) – kardynał prezbiter S. Matteo in Merulana
- Cristoforo Numai OFMObs (1 lipca 1517) – kardynał prezbiter S. Maria in Aracoeli; administrator diecezji Alatri i Isernia
- Guillén-Ramón de Vich y de Vallterra (1 lipca 1517) – kardynał prezbiter S. Marcello; biskup Barcelony; administrator diecezji Cefalù
- Willem van Enckevoirt; Kardynał z Tortosy[3] (10 września 1523) – kardynał prezbiter Ss. Giovanni e Paolo; biskup Tortosy; datariusz Jego Świątobliwości
- Marco Cornaro (28 września 1500) – kardynał diakon S. Maria in Via Lata; protodiakon Świętego Kolegium Kardynałów; tytularny patriarcha Konstantynopola; administrator diecezji Werony
- Sigismondo Gonzaga; Kardynał z Mantui[3] (1 grudnia 1505) – kardynał diakon S. Maria Nuova
- Innocenzo Cibo (23 września 1513) – kardynał diakon S. Maria in Domnica; arcybiskup Genui; administrator archidiecezji Turynu i diecezji Marsylii
- Franciotto Orsini (1 lipca 1517) – kardynał diakon S. Maria in Cosmedin; archiprezbiter bazyliki watykańskiej
- Paolo Emilio Cesi (1 lipca 1517) – kardynał diakon S. Eustachio; administrator diecezji Sion
- Alessandro Cesarini (1 lipca 1517) – kardynał diakon Ss. Sergio e Bacco; administrator diecezji Pampeluny
- Giovanni Salviati (1 lipca 1517) – kardynał diakon Ss. Cosma e Damiano; administrator diecezji Ferrary i Oloron
- Nicolò Ridolfi (1 lipca 1517) – kardynał diakon Ss. Vito e Modesto; administrator diecezji Orvieto; komendatariusz opactwa terytorialnego S. Genesio w Brescello
- Ercole Rangone; Kardynał S. Agata[3] (1 lipca 1517) – kardynał diakon S. Agata in Suburra; biskup Modeny i Adrii
- Agostino Trivulzio (1 lipca 1517) – kardynał diakon S. Adriano; administrator diecezji Alessano i Bobbio
- Francesco Pisani (1 lipca 1517) – kardynał diakon S. Maria in Portico
- Jean de Lorraine; Kardynał z Metzu[3] (28 maja 1518) – kardynał diakon S. Onofrio; biskup Metzu; administrator diecezji Toul i Terouanne

Wśród elektorów było trzydziestu trzech Włochów, trzech Francuzów, dwóch Hiszpanów i Niemiec. Dwudziestu ośmiu z nich mianował Leon X, po pięciu Juliusz II i Aleksander VI, jednego Adrian VI.

### Kardynałowie nieuczestniczący w konklawe
Sześciu kardynałów (trzech Niemców, Włoch, Portugalczyk i Anglik) nie uczestniczyło w konklawe:
- Matthäus Lang von Wellenburg; Kardynał z Salzburga[3] (10 marca 1511) – kardynał prezbiter S. Angelo in Pescheria; arcybiskup Salzburga; biskup Gurk i Cartageny; kanclerz Świętego Cesarstwa Rzymskiego
- Thomas Wolsey; Kardynał z Yorku[3] (10 września 1515) – kardynał prezbiter S. Cecilia; arcybiskup Yorku; administrator diecezji Durham; legat a latere w Anglii; lord kanclerz królestwa Anglii
- Tommaso Vio OP; Kardynał z Gaety[3] (1 lipca 1517) – kardynał prezbiter S. Sisto; biskup Gaety; legat papieski na Węgrzech
- Albrecht von Brandenburg; Kardynał z Moguncji[3] (24 marca 1518) – kardynał prezbiter S. Pietro in Vincoli; arcybiskup-elektor Moguncji; arcykanclerz Niemiec; arcybiskup Magdeburga; administrator diecezji Halberstadt
- Eberhard von der Mark; Kardynał z Liège[3] (9 sierpnia 1521) – kardynał prezbiter S. Crisogono; biskup Liège; administrator archidiecezji Walencji
- Afonso de Portugal; Kardynał z Portugalii[3] (1 lipca 1517) – kardynał diakon S. Lucia in Septisolio; arcybiskup Lizbony i Evory

Pięciu mianował Leon X, jednego Juliusz II.

## Frakcje i kandydaci
W Świętym Kolegium wyróżnianio następujące frakcje
- Frakcja medycejska – Medici (lider), Accolti, Pucci, della Valle, Campeggio, Enckenvoirt, Egidio de Viterbo, Passerini, Armellini, Gonzaga, Cibo, Cesi, Cesarini, Salviati, Ridolfi, Rangoni. Jej orientacja polityczna była procesarska;
- Frakcja cesarska – Carvajal, Colonna, Giacobacci, Vich;
- Frakcja francuska – Soderini, Fieschi, del Monte, Clermont, de Cupis, Pallavicini, Scaramuccia Trivulzio, Lorraine, Numai, Ferreri, Vendome, Orsini, Agostino Trivulzio;
- neutralni – Farnese, Grassi, Piccolomini, Ponzetti, Cornaro i Pisani.

Za głównego kandydata uchodził Giulio de Medici, choć wielu wątpiło, czy zdoła uzyskać wymagane 2/3 głosów. Miał on około 15-17 stronników, ale oprócz tego także wielu wrogów (zwł. kard. Colonna). W istocie główna linia podziału w Świętym Kolegium przebiegała nie wzdłuż sympatii politycznych na zwolenników Francji i cesarza, lecz stronników i przeciwników Medyceuszy.  Stąd Medici i Colonna, choć obaj byli sprzymierzeńcami cesarza, stanęli w przeciwstawnych obozach. Kardynał Colonna w tej sytuacji sprzymierzył się z Francuzami, doprowadzając do uwolnienia jednego z liderów ich frakcji, Soderiniego, którego papież Adrian VI aresztował pod zarzutem spiskowania przeciwko Stolicy Apostolskiej. Głównym kandydatem Colonny był Giacobacci, a Francuzów Fieschi, Soderini i Scaramuccia Trivulzio. Bardzo wysoko oceniano też szanse kardynała Gonzagi oraz neutralnego politycznie Alessandro Farnese. Nastroje w Rzymie były zdecydowanie przeciwne jakimkolwiek cudzoziemskim kandydatom.

## Konklawe
Konklawe rozpoczęło się 1 października z udziałem 35 kardynałów. 6 października dotarli Francuzi Bourbon, Clermont i Lorraine, a dopiero 12 listopada przybył – jako ostatni – Bonifacio Ferreri; w obradach wzięło zatem 39 kardynałów.
Przez pierwsze 8 dni nie odbyło się ani jedno głosowanie. Przygotowano jedynie i podpisano tekst kapitulacji wyborczej. Zawierała ona ograniczenia dla elekta w zakresie nominacji kardynalskich, a także zabraniała mu opuszczania Włoch bez zgody Kolegium Kardynalskiego. Dopiero nacisk Rzymian, którzy zaczęli domagać się wdrożenia w życie przepisów o stopniowym ograniczaniu posiłków kardynałom, skłonił książąt Kościoła do działania. W pierwszym głosowaniu najwięcej głosów (po 11) otrzymali Fieschi (kandydat Francuzów) i Carvajal (z partii cesarskiej). Kilka następnych głosowań także nie przyniosło rezultatów. Przeciwko opieszałości Świętego Kolegium rzymianie zaczęli nawet organizować demonstracje, ale kardynałom najwyraźniej nie spieszyło się do rozstrzygnięcia.  Pierwszą poważniejszą kandydaturą była kandydatura kardynała del Monte, którą wspierali Francuzi i Colonna, ale próba dokonania jego wyboru w dniu 12 października skończyła się fiaskiem. Przez następnych  kilka tygodni ścierali się ze sobą zwolennicy i przeciwnicy Giulio Medici. Murem stała za nim grupa około 16 kardynałów, co było wystarczającą siłą, by blokować inne kandydatury, ale zbyt małą, by przeforsować Medyceusza na papieża. Głównym kandydatem bloku przeciwnego był Alessandro Farnese. Pojawiały się też takie nazwiska jak Cristoforo Numai, Achille Grassi i Sigismondo Gonzaga.
W połowie listopada, po półtoramiesięcznych obradach, nadal trwał impas. Colonna wysunął kandydaturę swojego faworyta Domenico Giacobacci. Był przekonany, że ma poparcie frakcji francuskiej i że zdoła przekonać Medyceusza. Giacobacci miał już bowiem 79 lat i było oczywiste, że w razie jego wyboru kolejne konklawe odbyłoby się w niedalekiej przyszłości, zatem jego wybór nie blokowałby młodszych, ambitnych kardynałów, takich jak 45-letni Medici. Ku jego zaskoczeniu, Francuzi i ich sojusznicy nie tylko nie poparli Giacobacciego, ale nadto weszli w układy z Medicim, uzgadniając z nim kandydaturę kardynała Orsiniego, który był przeciwnikiem Colonny. Kardynał Colonna bardzo przestraszył się perspektywy papiestwa w rękach rodu Orsini, od wieków wrogiego Colonnom. W tej sytuacji uznał, że mniejszym złem będzie wybór Mediciego i niezwłocznie obiecał mu poparcie w zamian za pewne ustępstwa. 18 listopada Medici i Colonna ostatecznie doszli do porozumienia. W zamian za poparcie Colonna miał otrzymać urząd wicekanclerza a kardynałowi Soderini miały zostać zwrócone wszystkie dobra skonfiskowane mu przez Leona X i Hadriana VI za rzekome spiskowanie przeciwko Stolicy Apostolskiej. Colonna przeciągnął na stronę Mediciego kilku swoich przyjaciół, tak, że Medici mógł liczyć już na 27 głosów, a więc ponad wymagane 2/3. Pozostali w tej sytuacji również wycofali swoją opozycję.

## Wybór Klemensa VII
W dniu 19 listopada 1523 kardynał Giulio de Medici został wybrany przez aklamację na następcę Świętego Piotra. Przybrał imię Klemensa VII i koronowano go 26 listopada 1523.
Blisko 11-letni pontyfikat Klemensa VII obfitował praktycznie w same niepomyślne dla papiestwa wydarzenia: sacco di Roma; szerzenie się reformacji (w tym przyjmowanie protestantyzmu przez pierwsze państwa, takie jak Hesja, Prusy czy Szwecja), schizma anglikańska. Nie podjął natomiast żadnych znaczących wysiłków reformatorskich, tak bardzo potrzebnych ówczesnemu Kościołowi.

## Uzupełniające źródła internetowe
- The Cardinals of the Holy Roman Church
- Sede Vacante 1523